# Коефіцієнт Бюффона
Коефіцієнт Бюффона, для багатьох видів тварин — це середня тривалість життя виду, яка визначається як 4-5-кратний термін досягнення статевої зрілості.
Робилися спроби встановлювати тривалість життя на підставі різних непрямих ознак і показників. Так, пропонувалося визначати тривалість життя залежно від величини поверхні тіла (Рубнер), від тривалості вагітності (Мелісо), від тривалості періоду росту організму (Аристотель, Бюффон та ін.). За Бюффоном, тривалість життя тварини в 5-7 разів більше періоду його росту. Щодо деяких тварин коефіцієнт Бюффона знаходить підтвердження (табл.).
| Вид тварини | Тривалість періоду росту | Тривалість життя |
| ----------- | ------------------------ | ---------------- |
| Собака      | 2 роки                   | 10-15 років      |
| Кішка       | 1,5                      | 8-10             |
| Від         | 4                        | 20               |
| Кінь        | 5                        | 20-30            |
| Верблюд     | 8                        | 40               |

Якщо застосувати коефіцієнт Бюффона до людини, то тривалість її життя повинна становити 20 — 25 років х 5 = 100–125 років (і більше, якщо взяти множник 7). І. І. Мечніков, а також O. O. Богомолець визначали тривалість життя людини в межах 120–150 років.